# J.A.G. Acke
Johan Axel Gustaf Acke, oftast kallad J.A.G. Acke, ursprungligen Andersson, född den 7 april 1859 i Stockholm, död 5 september 1924 i Vaxholm, var en svensk målare, tecknare och skulptör. I vinterbostaden Villa Akleja och sommarhuset Villa Torsvi förverkligade han sig även som arkitekt.

## Uppväxt och utbildning

Gustav Vasa inför kung Hans. Oljemålning av J.A.G. Acke 1881.

J.A.G. Acke var son till botanikern och professorn Nils Johan Andersson och konstnären Anna Tigerhielm, och bror till konstnären Elias Anckers. Hans systrar var också konstnärligt verksamma. Han växte upp i Bergielund, föregångaren till Bergianska trädgården, vilket var beläget mellan dagens Vasaparken och Karlbergsvägen. Fadern, som var intendent vid Riksmuseet, hade sin tjänstebostad där. Som barn följde han med på faderns forskningsresor till Lappland och Gotland och illustrerade tidigt faderns verk med blomteckningar.
Acke blev elev vid Konstakademiens principskola vid 14 års ålder. Han fortsatte sin utbildning vid akademien till 1882 och studerade därefter en period vid Edvard Perséus fria målarskola. Han gjorde studieresor till Nederländerna och Belgien och också till Frankrike, där han studerade etsning för F. A. Milus. Acke ogillade de akademiska studierna och slöt sig till de upproriska unga konstnärerna på Konstnärsförbundet, men slutförde ändå sina studier på akademien.

## Önningebykolonin och giftermålet
J.A.G. Acke kom 1886 till Åland och blev medlem i Önningebykolonin, en svensk-finsk konstnärskoloni som verkade där ungefär mellan 1886 och 1914. Grundare var den finländske målaren Victor Westerholm. Acke målade mycket på Åland och trivdes med de andra konstnärerna, som uppfattade honom som en litet udda, energisk och humoristisk person. Han talade skämtsamt om Åland som "Måland". Slåtterkarlen är hans mest kända verk från den tiden. Bland konstnärerna rådde en upprorisk stämning mot det akademiska måleriet och Düsseldorfskolan. 
Man tog intryck av naturalismen och senare impressionismen. Acke avvek från de övriga konstnärerna genom att han också vintertid målade utomhusmotiv från Åland. Friluftsmåleri utomhus vintertid var då ovanligt av praktiska skäl. År 1887 träffade Acke sin blivande fru, Eva (Eja) Maria Topelius, i Önningeby, men förhållandet var först enbart vänskapligt. När känslorna började uppstå, slets Acke mellan Eva Topelius och Anna Wengberg, en svensk konstnär som också målade i Önningeby. Det blev Eva Topelius han gifte sig med 1891 hos hennes far, den finlandssvenska författaren Zacharias Topelius. År 1903 adopterade de sonen Fausto från Italien.

## Den fortsatta karriären i Sverige och Finland

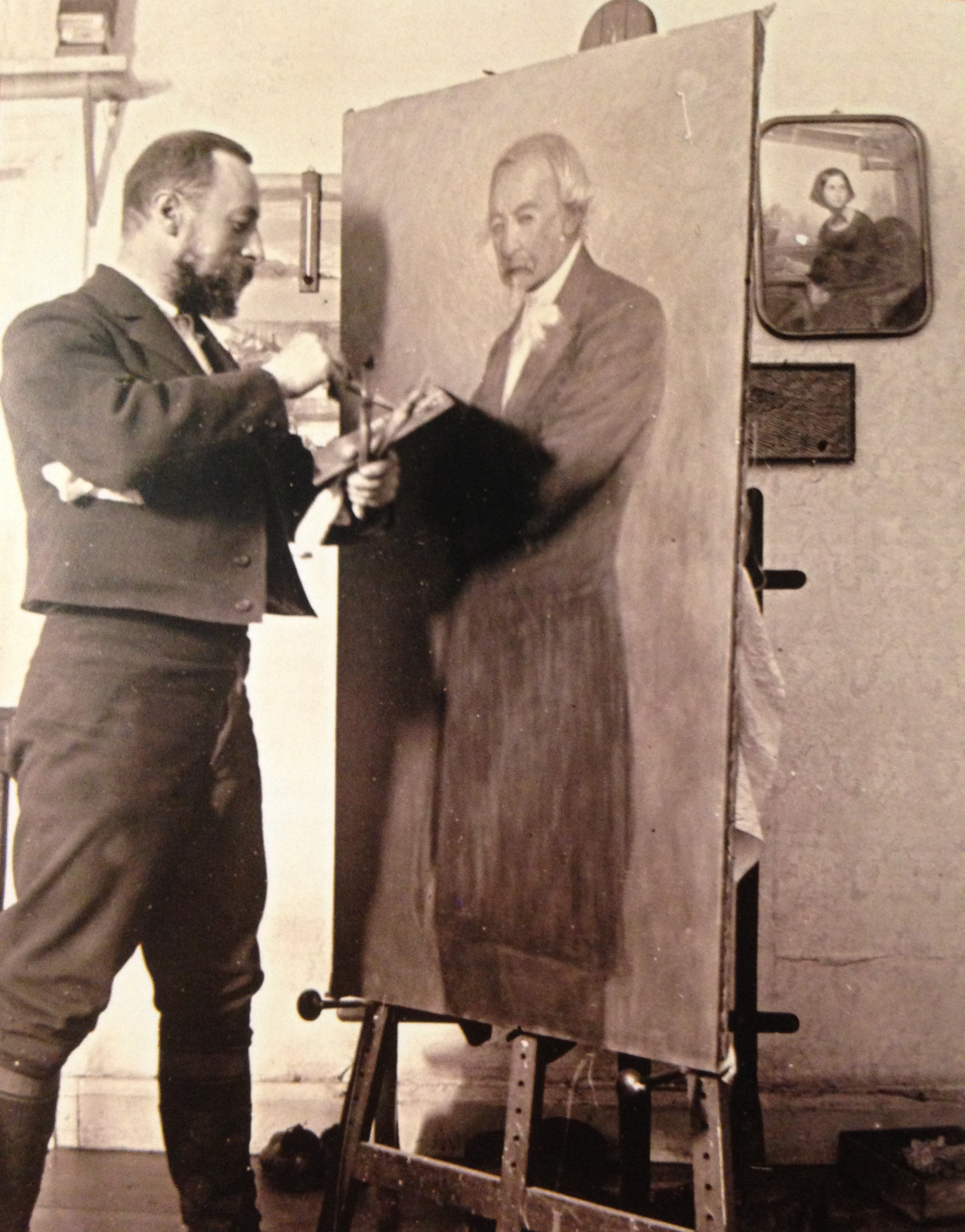
J.A.G. Acke målar ett porträtt av sin svärfar, Zacharias Topelius.

På 1890-talet var Acke med om återställandet av de medeltida kalkmålningarna i Uppsala domkyrka. Han arbetade i flera år på den stora målningen Snöljus, som föreställde vinterfiske på isen på Åland, och hade stora förhoppningar på en målning som skickades till salongen i Paris, men refuserades. Därefter glesnade paret Ackes besök på Åland något. 
Familjen Acke alternerade mellan Finland och Sverige under de första åren av sitt äktenskap och deltog i det finska konstlivet. De vistades mycket hos svärfadern, delvis av ekonomiska orsaker. Efter Zacharias Topelius död 1898 kom de dock att allt mer rikta sig mot Sverige och det svenska konstlivet.

## Vaxholm

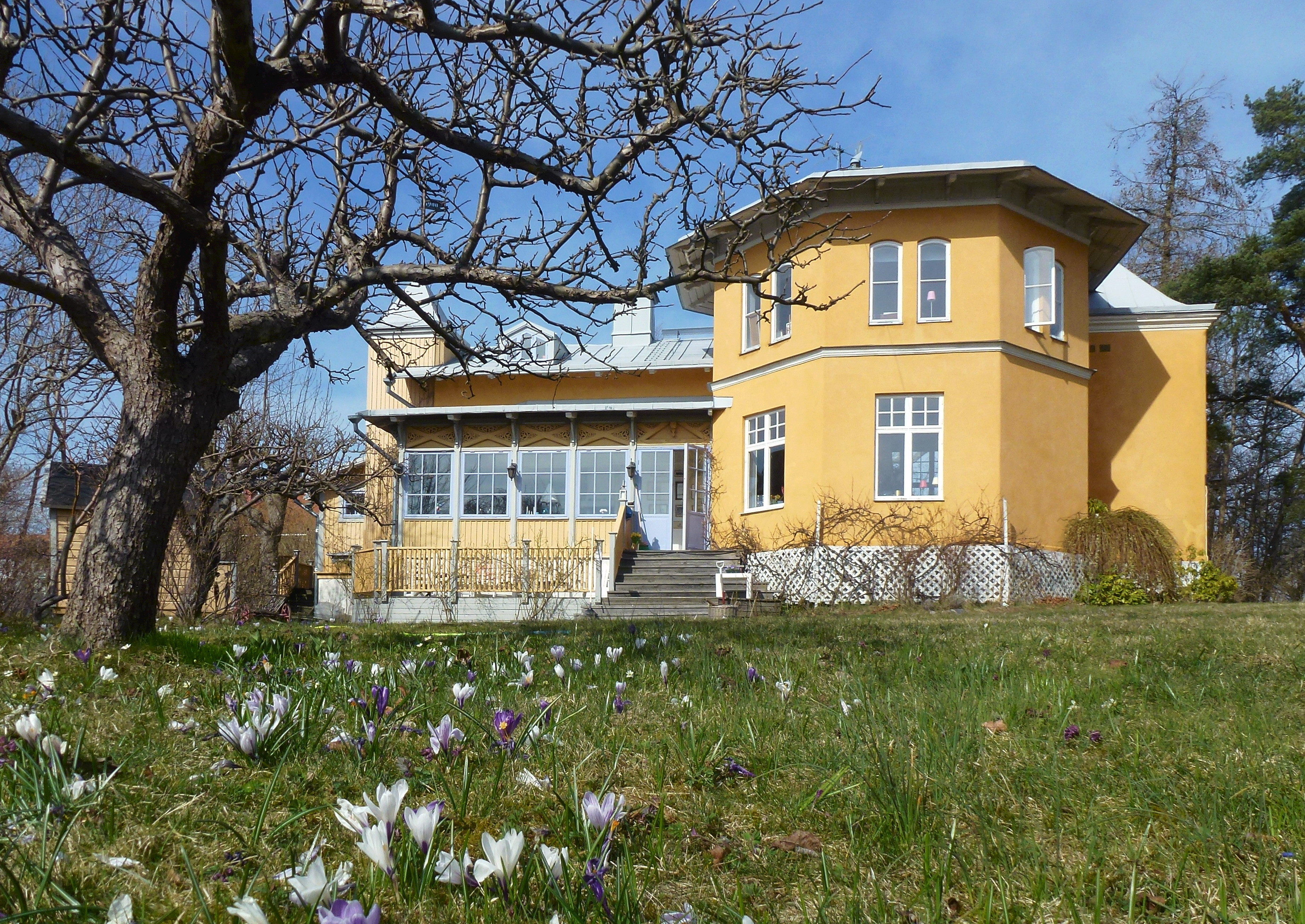
Villa Akleja, 2015.

År 1901 flyttade paret Acke till Villa Akleja i Vaxholm. Villan från 1870-talet lät han bygga om och till i nära samarbete med sin gode vän arkitekten Ernst Stenhammar. I huset finns en av de tidigaste exemplen i Sverige (möjligtvis det allra första) med ett helt öppet rumssammanhang. Villan fungerade under en lång tid som mötesplats och träffpunkt för dåtidens kända kulturpersonligheter kring Acke och hans hustru Eva. Huset var även plats för Ackes ateljé och vinterbostad fram till 1924 och är sedan 1981 ett byggnadsminne.
Äktenskapet förblev barnlöst, men under en resa i Italien 1900–01 träffade Ackes en italiensk familj, vars treårige son Fausto Alessio de adopterade 1903. I Sverige umgicks paret med flera av tidens mer kända konstnärer som Carl och Karin Larsson och Rikard Lindström. En annan bekant var Verner von Heidenstam, som Acke målade ett porträtt av. Åren 1902–03 illustrerade Acke tillsammans med några finländska konstnärer sin svärfar Zacharias Topelius sagoböcker Läsning för barn I och II. Han tog sig namnet Acke 1904 och var även verksam under pseudonymen JAG och Jag Acke.

## Villa Torsvi

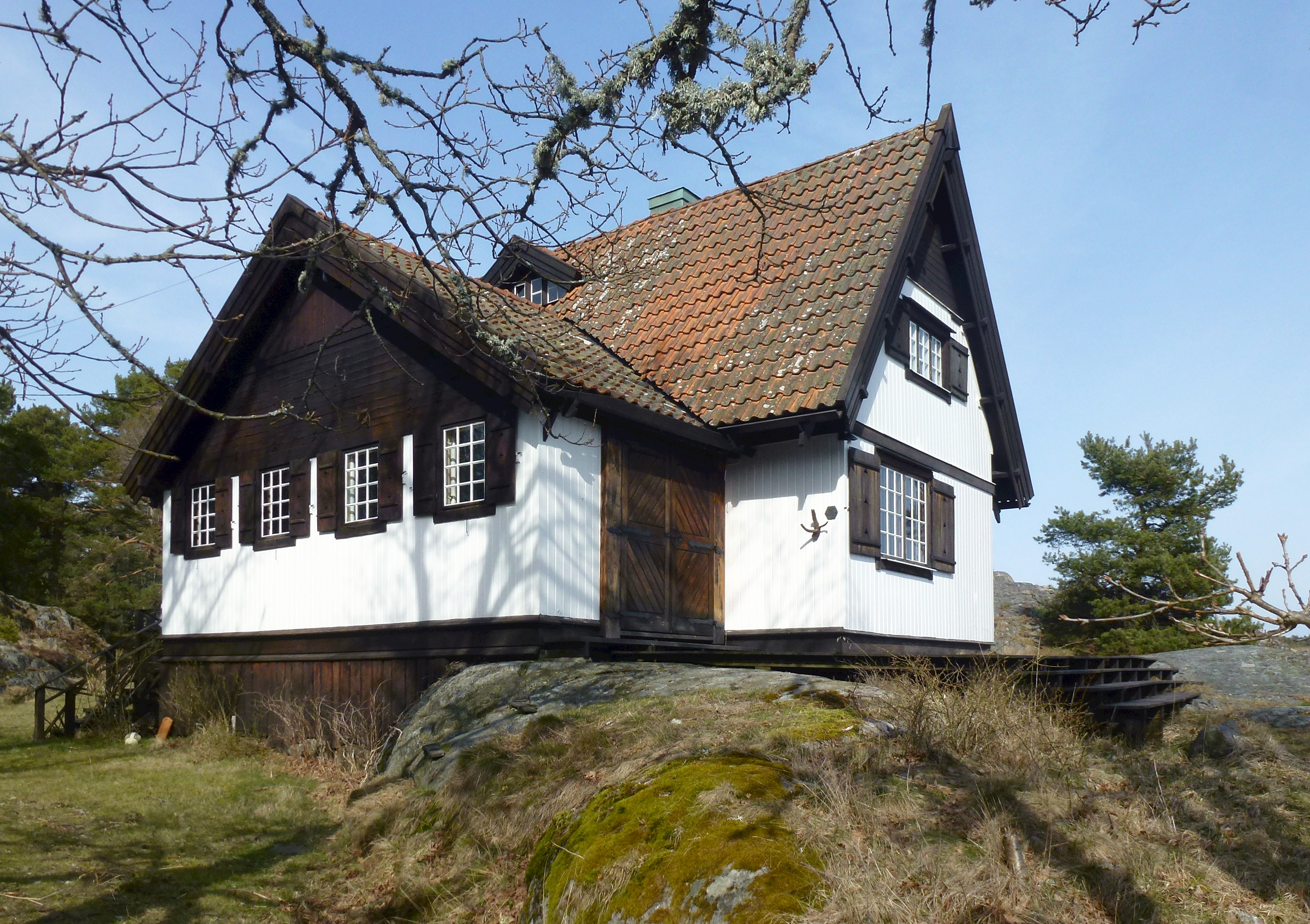
Villa Torsvi, 2015.

År 1913 förvärvade paret Eva och JAG Acke en stor strandtomt på östra Torö i nuvarande Nynäshamns kommun. Här uppfördes Ackes sommarvilla Torsvi mellan 1914 och 1916. Acke fungerade både som arkitekt och som byggmästare. Boningshuset ritade han i förenklad nationalromantik och inspirationen hämtade han från svärfaderns Zacharias Topelius hus på Åland. Ackes sommarvilla på Torö blev en mindre kopia. Huset förtillverkades i Vaxholm och levererades av två man på en pråm. In- och utvändiga måleriarbeten utfördes av husherren själv, vilket tog flera år och avslutades först 1920, samma år som sommarhuset såldes igen. I det i stort sett bevarade huset märks en rad av Ackes arbeten, exempelvis väggdekorationer och putsrelieffer. År 1975 förklarades Villa Torsvi till byggnadsminne.

## Verk och stil

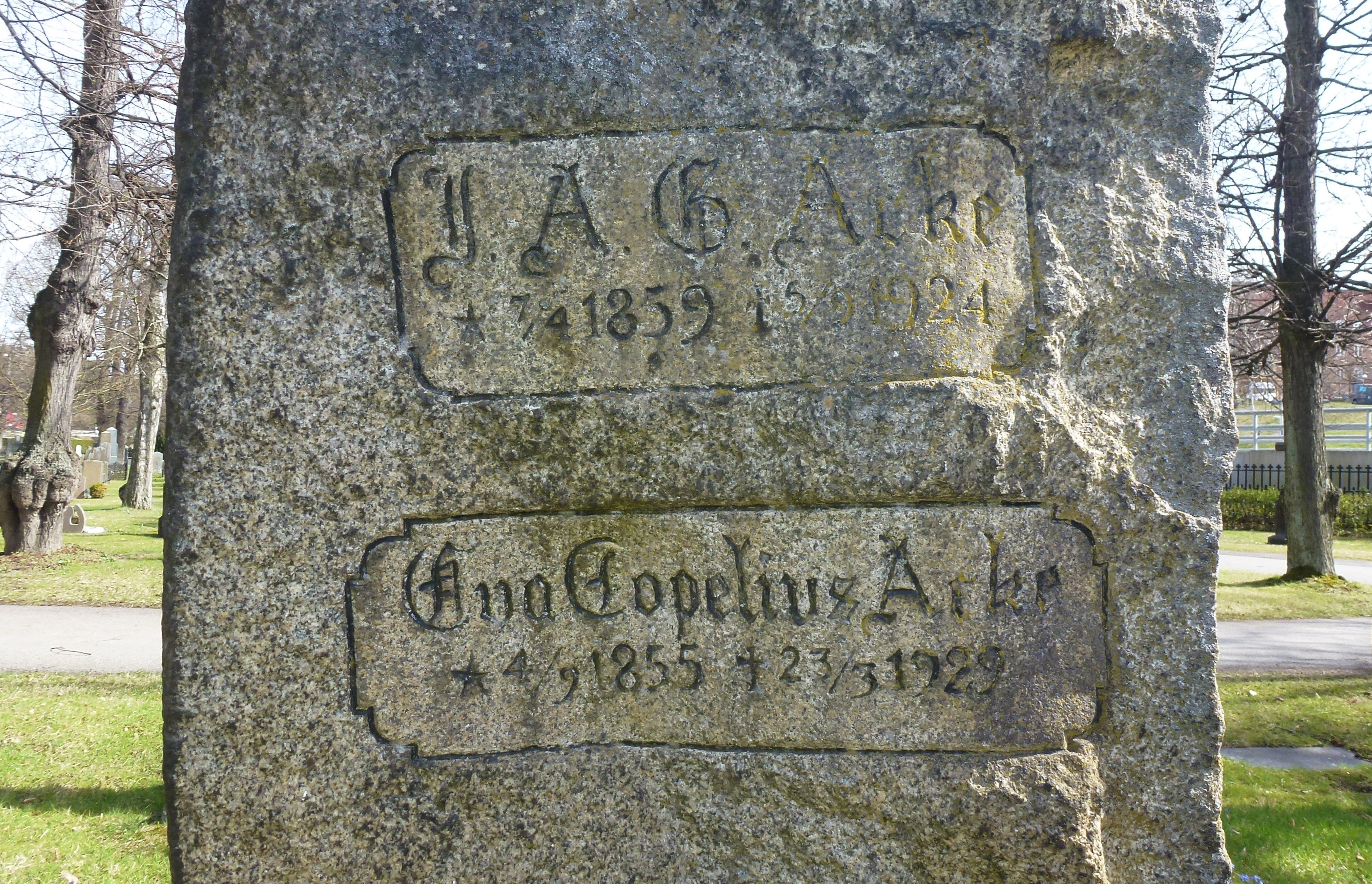
J.A.G. och Eva Ackes gravsten på Norra begravningsplatsen.

Under tiden i Önningeby utvecklade Acke en impressionistisk friluftsmåleristil, men senare kom hans verk att få inslag av expressionism, symbolism och jugend i verk som Nattdagg och solstrålar från 1895 och I skogstemplet från 1901. Efter 1904 har hans verk ofta kopplats ihop med friluftsvitalismen och dess skildringar av den nakna människokroppen, havet och solljuset, som i Morgonluft 1911. Efter resan till Brasilien blev hans måleri mer impressionistiskt och skissartat i hanteringen av färg och ljus som i Avenidan i Rio de Janeiro från 1912.
Acke målade porträtt av familjen Bonnier och ritade även möbler i jugendstil till familjen Bonniers villa. Acke var till viss del också verksam som skulptör. I den egna boken Osannolika historier (1919) berättar han humoristiskt om sina hugskott och upptåg.
År 1912 gjorde Acke en längre resa till Rio de Janeiro vilket påverkade hans måleri, särskilt hans sätt att skildra ljus. Resan tärde dock på Ackes ekonomi. Ackes sista större arbete var stuckerna i Prinsens galleri i Stockholms stadshus. Under arbetet på Swedenborgs vision för Nationalmuseum avled han plötsligt den 5 september 1924 i Villa Akleja i sviterna av ett hjärtfel. Han fann sin sista vila i familjegraven på Norra begravningsplatsen, där ligger även hustrun Eva som avled fem år efter honom.

## Museirepresentation
- Nationalmuseum[8]
- Thielska galleriet
- Göteborgs konstmuseum[9]
- JAG Ackemuseum i Villa Akleja (Claes Mosers privatsamling)
- Waldemarsudde
- Önningebymuseet
- Musée d'Orsay i Paris
- Andersudde
- Uppsala universitetsbibliotek[10]
- Norrköpings Konstmuseum[11]

## Arbeten i urval
Målningar

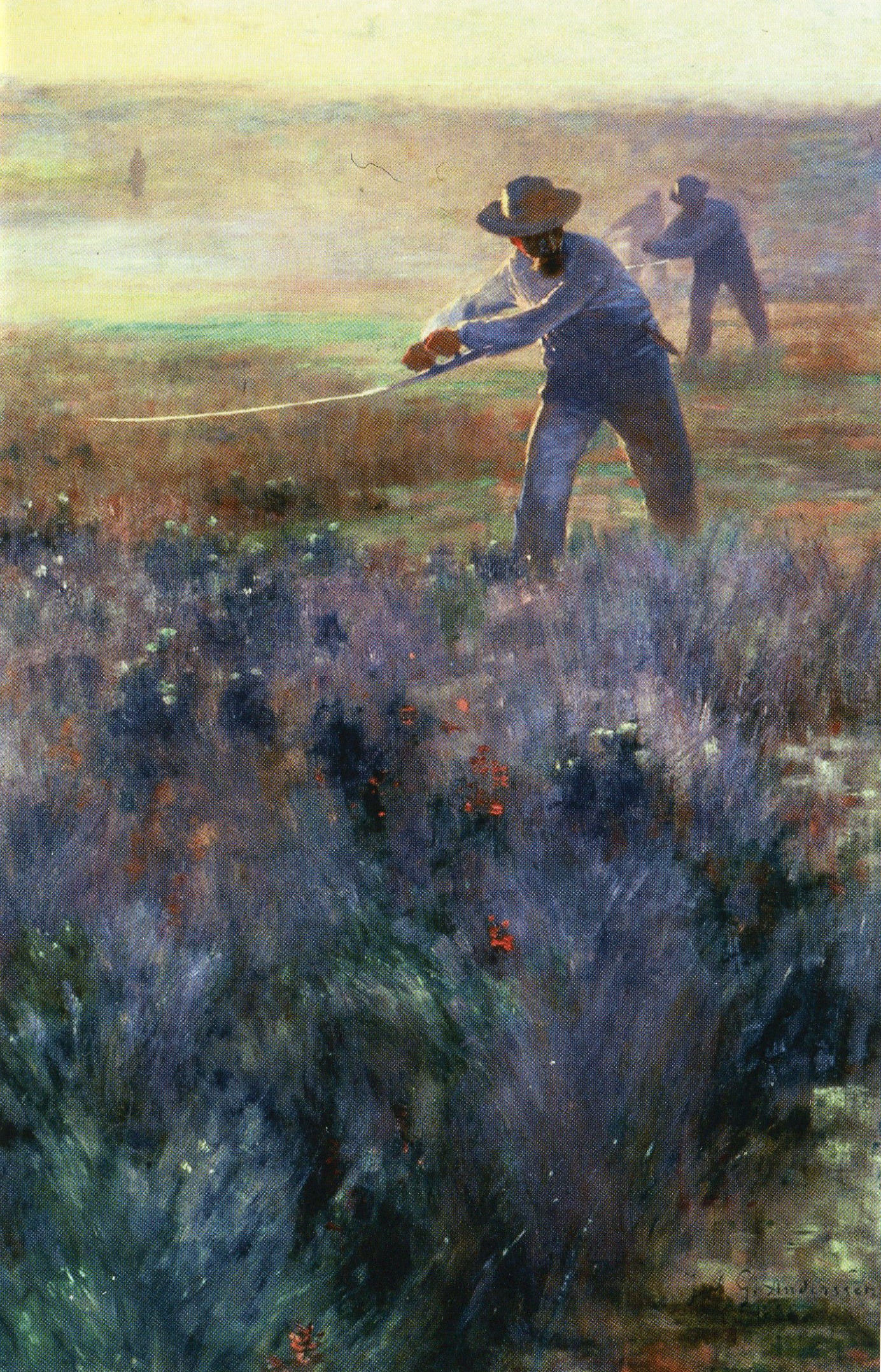
Morgondimma (1888)
Midsommarfest i metallstaden (1898)
Skogstemplet (1900)
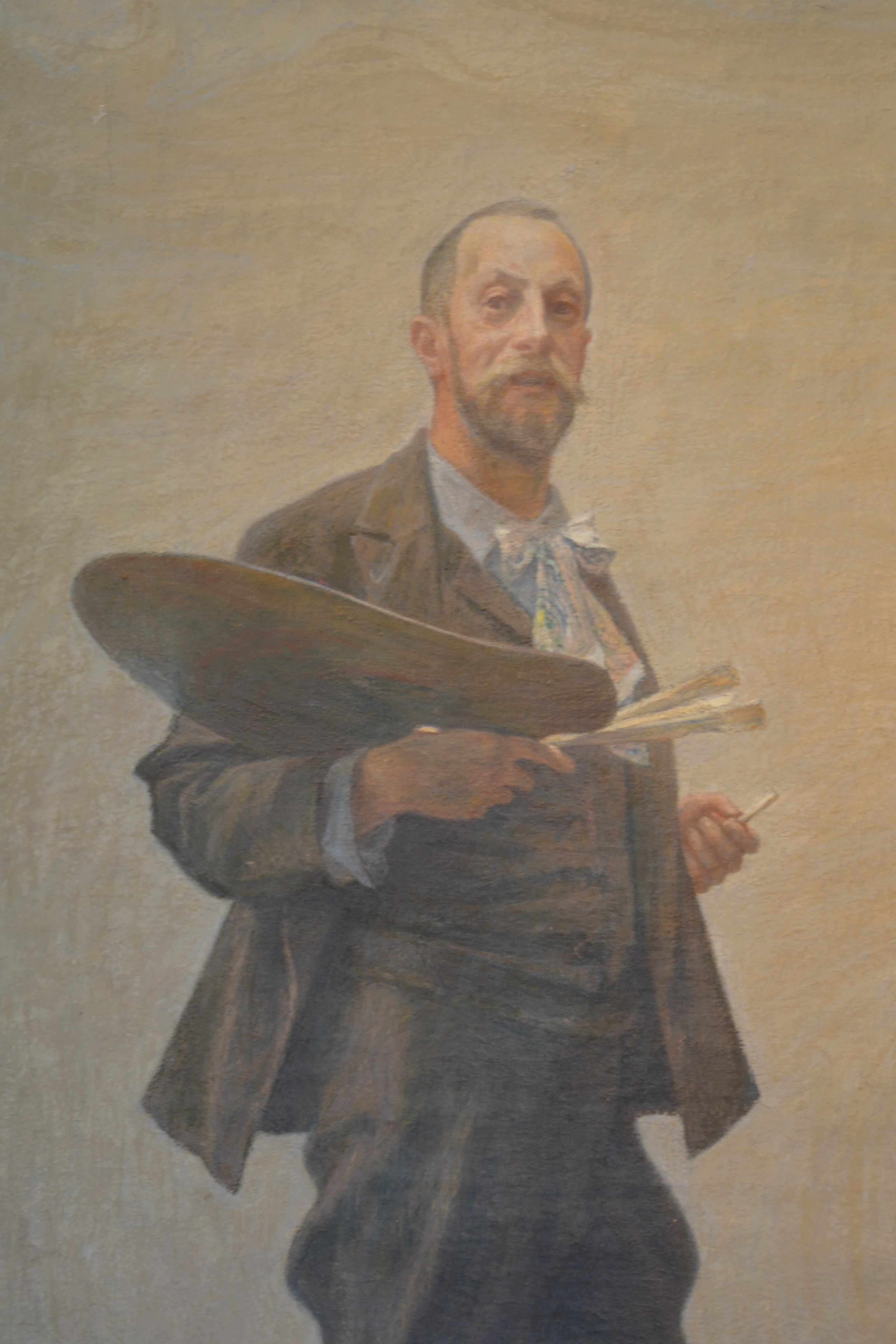
Självporträtt (1903 - beskuret)
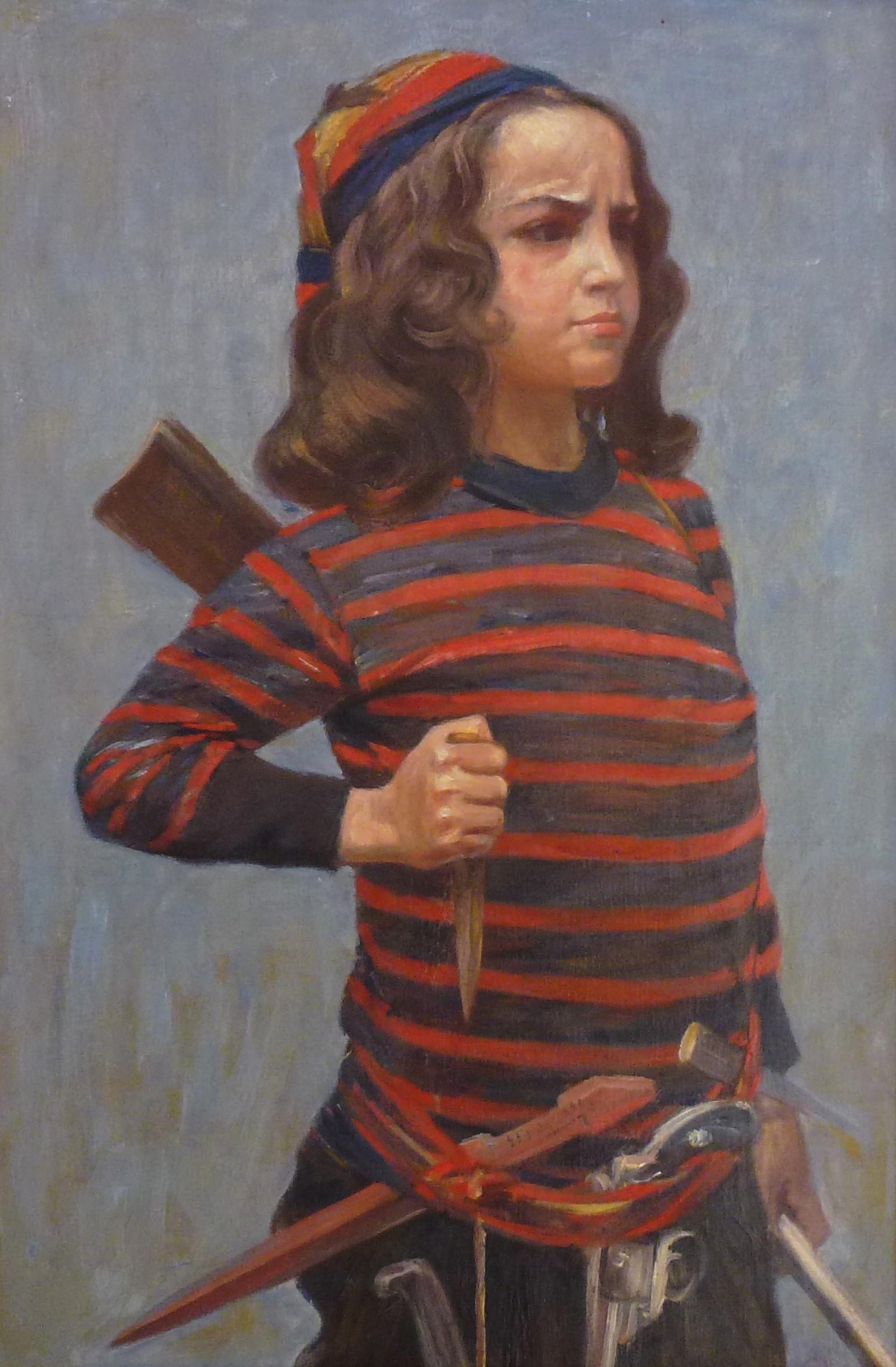
Fausto Acke som pirat (1904)
Verner von Heidenstam (1911)
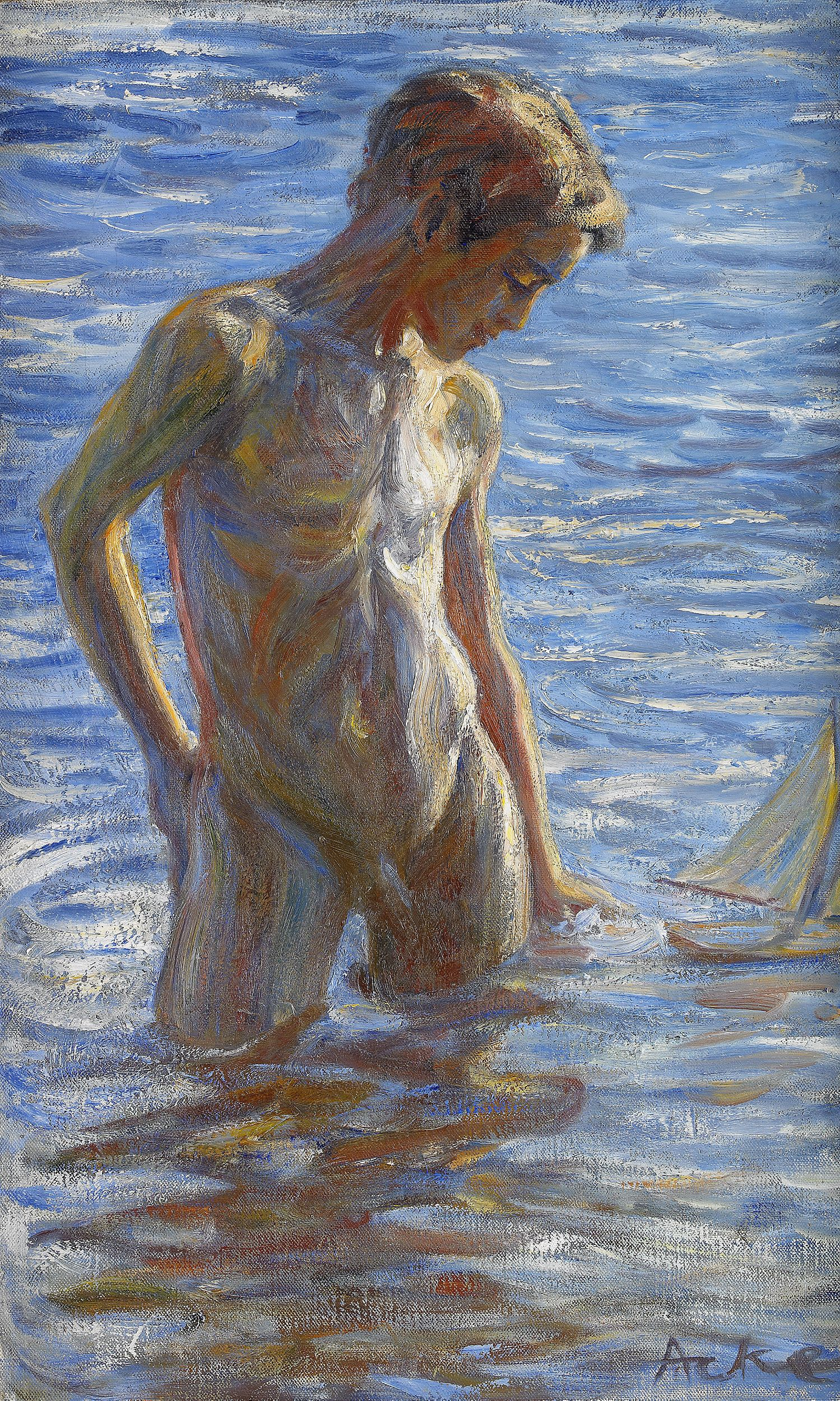
Badande pojke (före 1924)
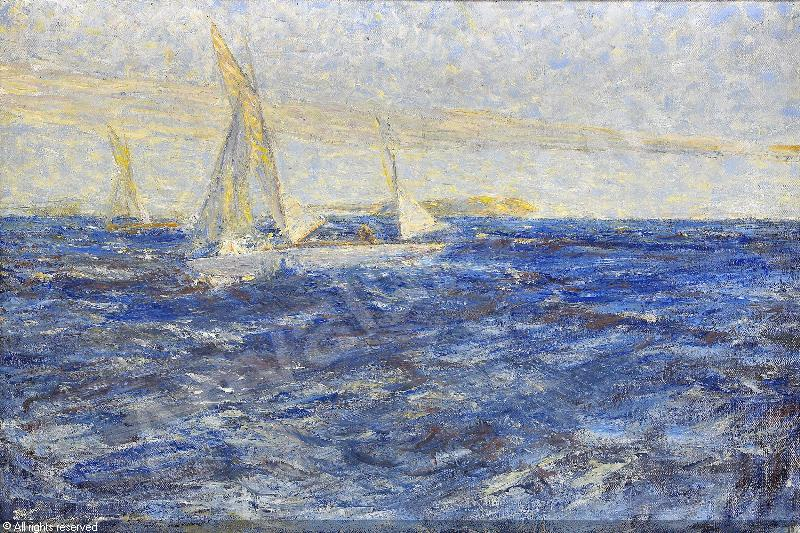
Segelbatar, Fjällangsfjärden (före 1924)

Annat

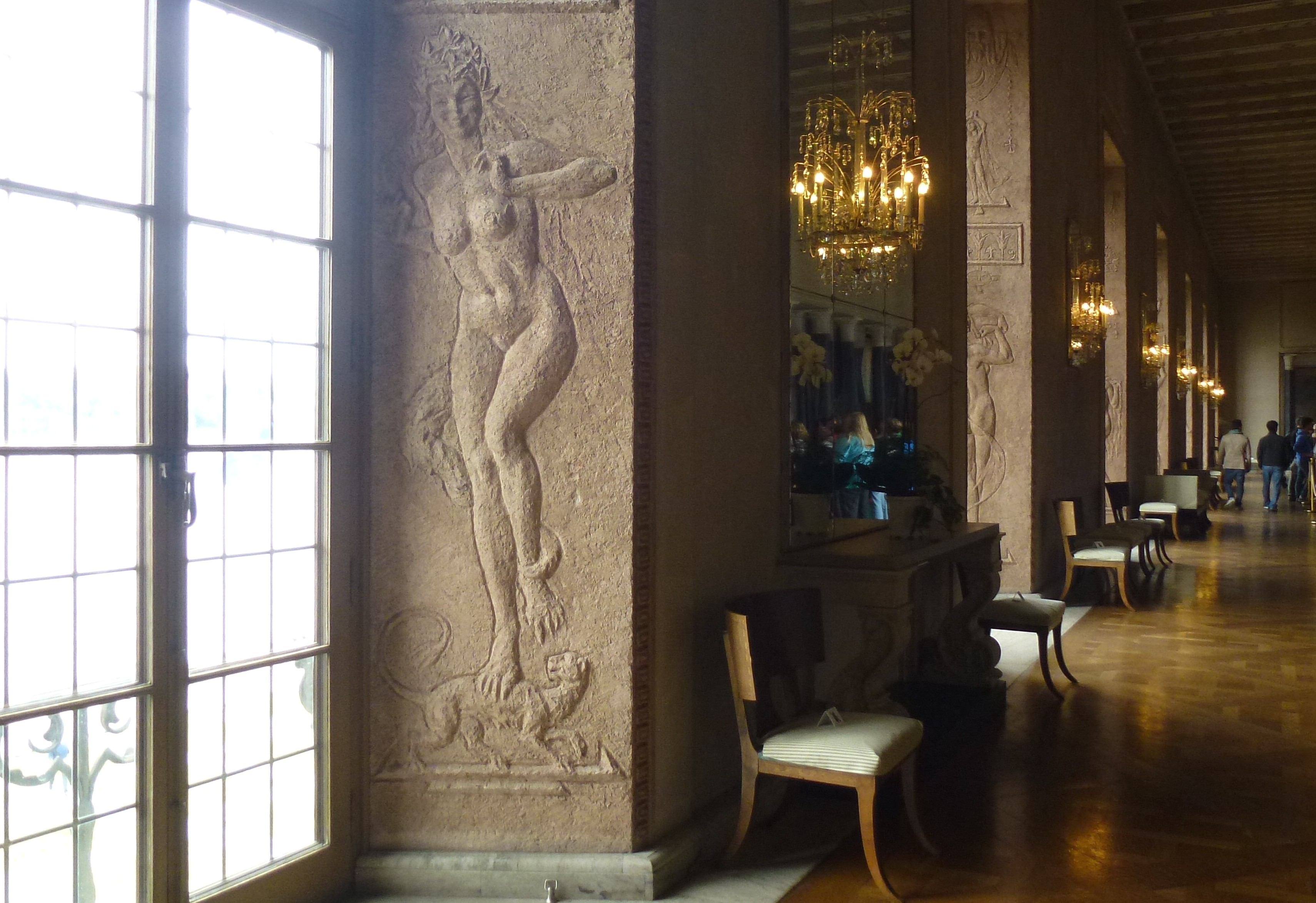
Stuckarbeten i Prinsens galleri, Stockholms stadshus
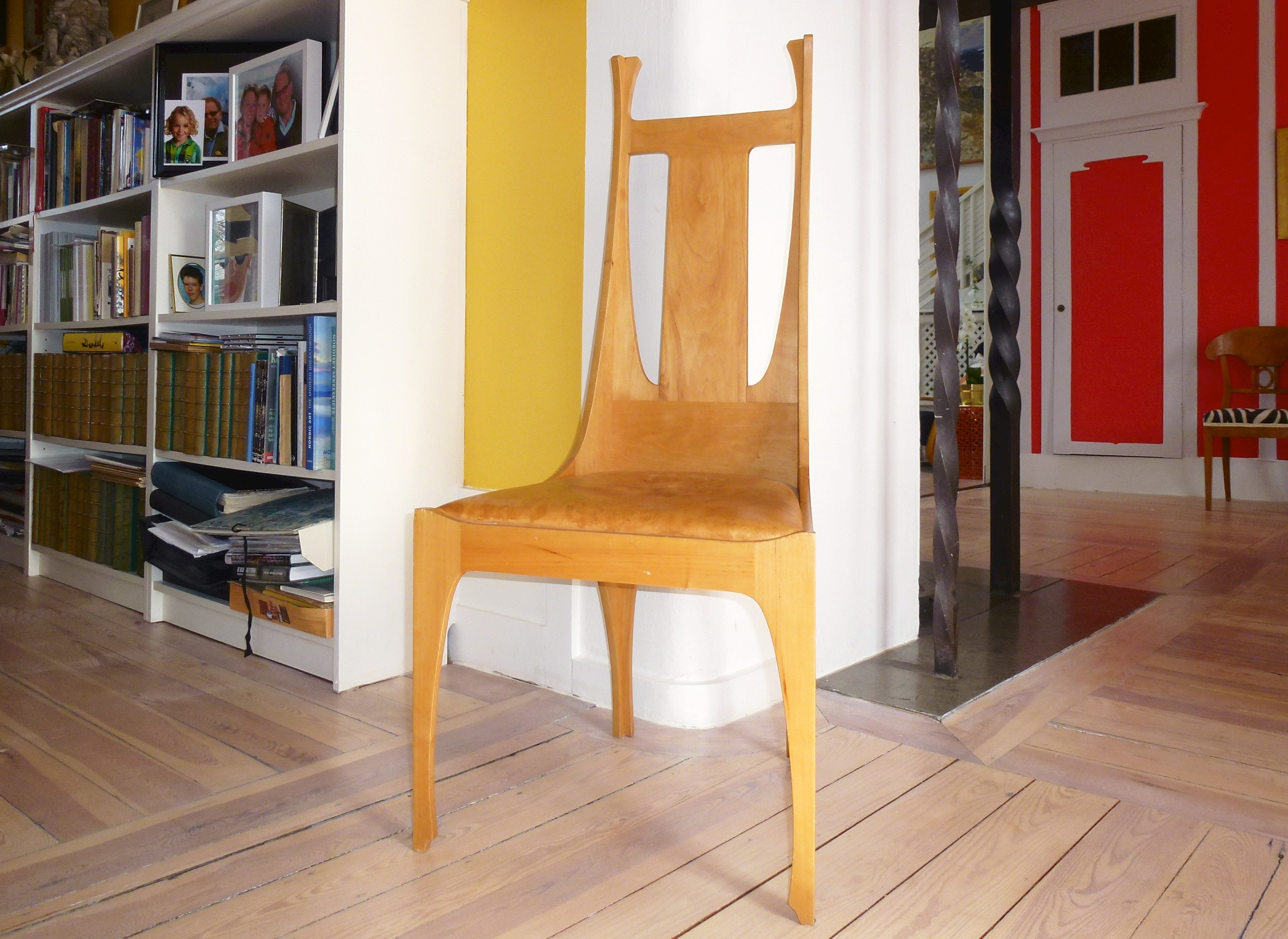
Jugendstol formgiven av Acke
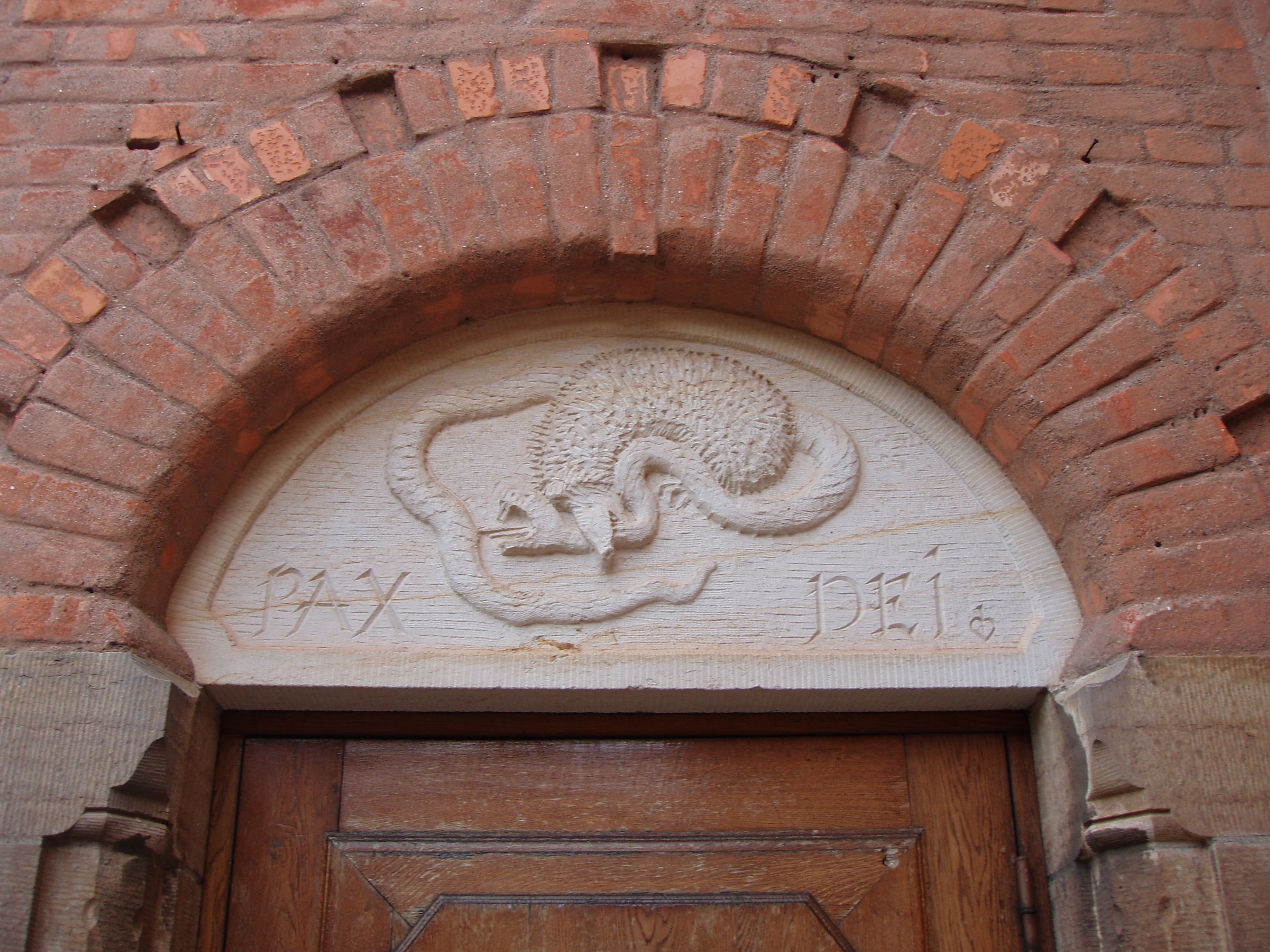
Stuckarbete på Villa Högberga
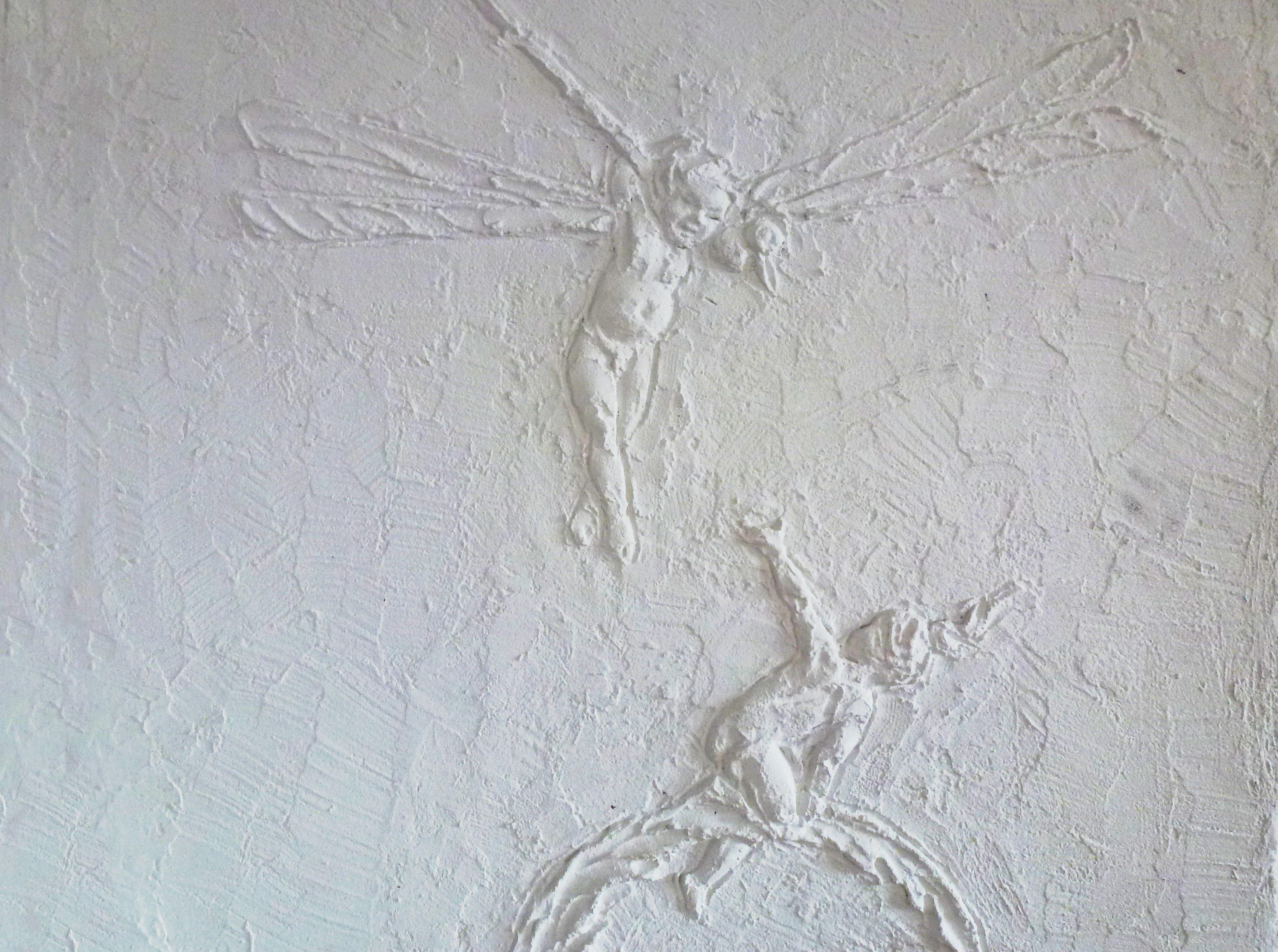
Stuckarbete i Villa Torsvi
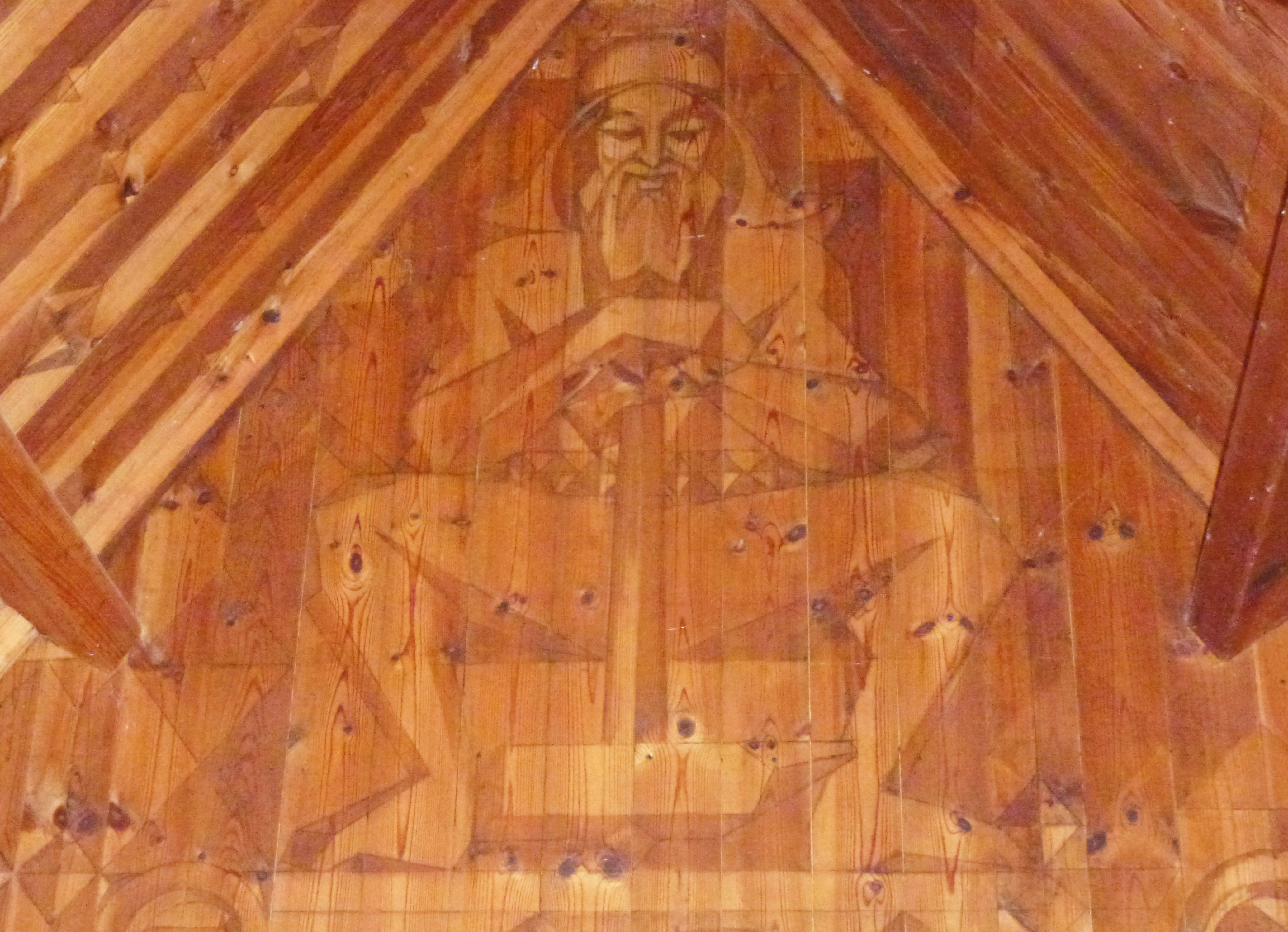
Väggdekoration "Tor" i Villa Torsvi